# Konstanty Władysław Sobieski

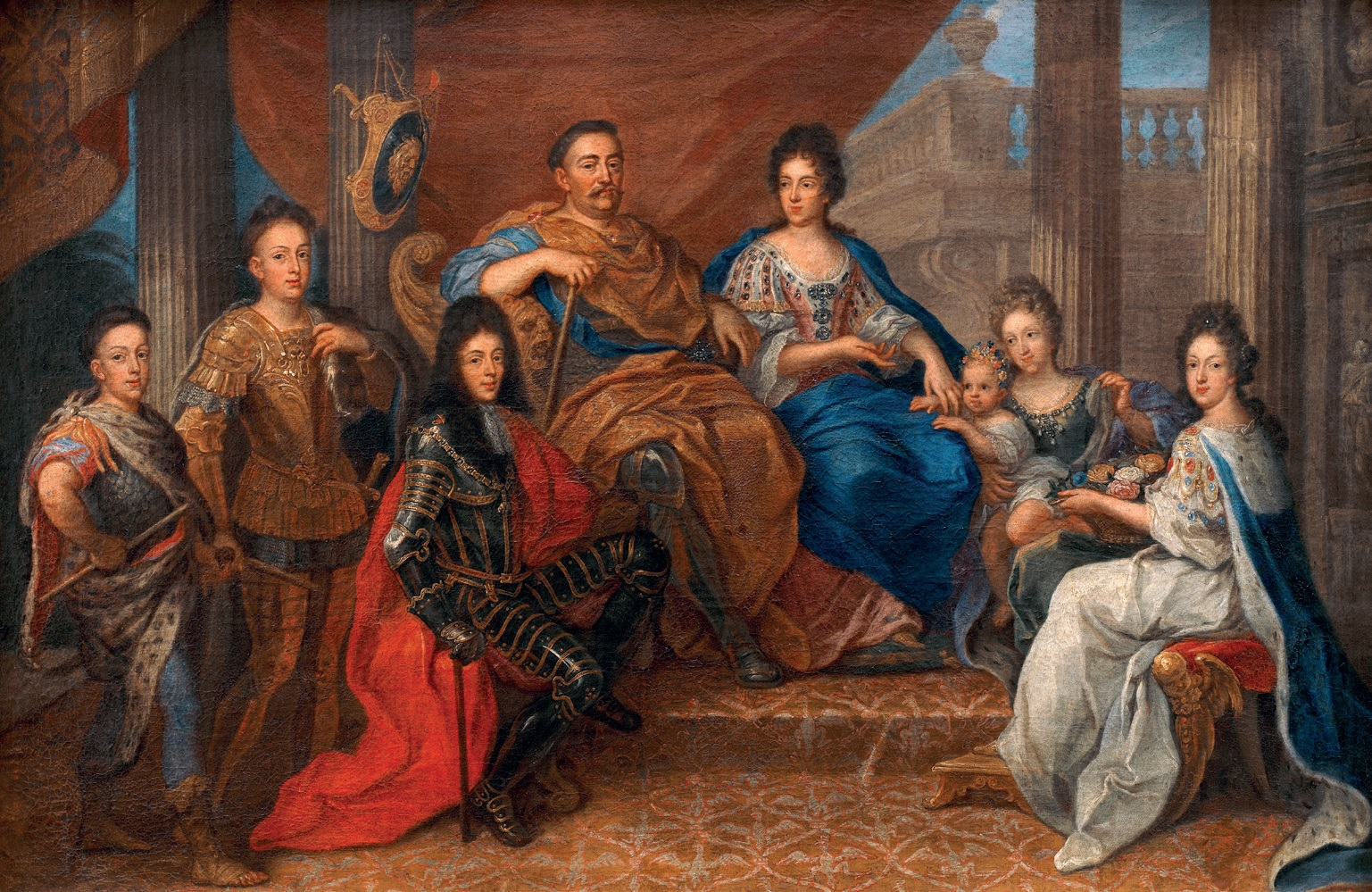
Jan III Sobieski z rodziną, pierwszy od lewej Konstanty Władysław

Konstanty Władysław Filip Sobieski herbu Janina (ur. 1 maja 1680 w Warszawie, zm. 22 lipca 1726 w Żółkwi) – królewicz polski.
Syn króla Jana III Sobieskiego i Marii Kazimiery d’Arquien, brat Jakuba Ludwika, Aleksandra Benedykta i Jana.
Został ochrzczony w Jaworowie. Odebrał staranne wykształcenie zgodne z ułożoną przez ojca w 1685 instrukcją wychowawczą. W październiku 1696 wraz z bratem Aleksandrem został przyjęty przez króla Ludwika XIV jako hrabia pomorzański. 19 stycznia 1698 wydał wraz z bratem Aleksandrem bal na cześć przybyłego do Warszawy Augusta II Mocnego. W 1697 na mocy podziału majątku po Janie III otrzymał Wilanów i Pałac Kazimierzowski, a także dobra żółkiewskie i krechowskie.
W 1698 wziął udział w bitwie pod Podhajcami.
W październiku tego roku wraz z bratem odprowadzał orszak matki, która udała się do Włoch.
W listopadzie zostali przyjęci przez cesarza Leopolda I i Eleonorę Magdalenę von Pfalz-Neuburg. W 1699 uczestniczył w przejmowaniu Kamieńca Podolskiego, odzyskanego z rąk tureckich na mocy pokoju w Karłowicach.
W marcu 1700 wyjechał do Rzymu. W listopadzie został kawalerem Orderu św. Michała. W grudniu z rąk ambasadora Francji otrzymał Order Świętego Ducha. Tam zamieszany został w skandal obyczajowy, gdy związał się z miejscową pięknością dość lekkich obyczajów o imieniu Tolli, którą Maria Kazimiera oskarżyła o kradzież swojej biżuterii.
W czasie III wojny północnej poparł starania brata Jakuba o koronę polską. Przybył do Oławy, skąd przez Wrocław chciał udać się do Rzeczypospolitej. 27 lutego 1704 przy wyjeździe z tego miasta został wraz z bratem aresztowany przez wysłanników Augusta II. Więziony do 1706 w twierdzy Pleissenburgu w Lipsku, później w Twierdzy Königstein. Uwolniony na mocy pokoju w Altranstädt. Wyjechał na Dolny Śląsk, gdzie miał romans z byłą kochanką Augusta II Urszulą Lubomirską. Latem 1708 przybył do Stanisława Leszczyńskiego do Prus Królewskich. 18 listopada tego roku poślubił w Gdańsku Marię Józefę Wessel. Elżbieta Sieniawska zaproponowała wówczas elekcję Konstantego zamiast restauracji rządów Augusta II. Jednak powrót tego ostatniego do kraju przekreślił ten projekt. W 1711 Konstanty podejmował cara Piotra I w Jaworowie. W 1712 i w czasie konfederacji tarnogrodzkiej (1715-1716) wysuwano jeszcze jego kandydaturę do tronu polskiego, ale plany te spełzły na niczym.
Rezydował we Wrocławiu. W 1714 odziedziczył po bracie Aleksandrze Pomorzany. W 1718 sprzedał Podhorce Stanisławowi Mateuszowi Rzewuskiemu, w 1720 Wilanów Elżbiecie Sieniawskiej, a Augustowi II pałacyk myśliwski na Marymoncie w Warszawie.
Jego imię nosiły statki gdańskie Printz Constantin von Pohlen i Der Printz Constantin von Polen.
Pochowany w kościele farnym w Żółkwi.